# Juan López-Rubio Pérez
Juan López-Rubio Pérez (Alájar, 1829-Granada, 1913) fue un político, farmacéutico e industrial español, pionero del cultivo de la remolacha azucarera en la península ibérica.

## Biografía
Nacido en la localidad onubense de Alájar en enero de 1829, estudió el bachillerato en Artes en Sevilla y en Madrid el bachillerato en Farmacia. En Granada terminó la carrera de Farmacia licenciándose en 1857. Se doctoró en febrero de 1872 y en Madrid ocupó plaza de practicante mayor de farmacia en el Hospital General.
A mediados del siglo XIX, concretamente en 1854, se instaló en Granada. En 1876 comenzó a estudiar el cultivo de la remolacha y la obtención de azúcar a partir de ella, una industria hasta entonces sin desarrollar en la península ibérica. Asociado con Juan Creus y Manso, en 1882 construyó la fábrica de San Juan. Gerente de la Sociedad Reformadora Granadina, desempeñó los cargos de diputado provincial, presidente de la Diputación Provincial de Granada, del Colegio de Farmacéuticos y de la Cámara de Comercio de Granada, este último durante más de una década. Se le condecoró con una gran cruz de Isabel la Católica. Militante del partido conservador, tuvo como «sobrino político» a Manuel J. Rodríguez-Acosta. Falleció en Granada en junio de 1913.